# Lilletjärnet (Mo socken, Dalsland)
Lilletjärnet är en sjö i Åmåls kommun i Dalsland och ingår i Göta älvs huvudavrinningsområde.